# Monseñor Miguel Antonio Salas
Monseñor Miguel Antonio Salas est l'une des trois paroisses civiles de la municipalité de Jáuregui dans l'État de Táchira au Venezuela. Sa capitale est Sabana Grande.